# Antonín Molčík
Antonín Molčík (8 de septiembre de 1939 - 18 de abril de 2014) fue un actor y actor de doblaje checo.

## Biografía
Su padre era policía y su madre secretaria. Sus inclinaciones artísticas no eran del agrado de sus padres, por lo que lo obligaron a estudiar en la Escuela Central de Economía. Sin embargo, después de su graduación, ingresó a estudiar actuación en JAMU, donde se graduó en 1962. Después de su graduación comenzó el primer año en el Teatro del este, en Pardubice, donde en 1963 se trasladó al Teatro SKNeumanna en Liben, Praga, donde permaneció durante casi 30 años, hasta 1993. También fue un actor principal de radio.
Molcik murió a los 74 años en un hospital de Praga.